# Carl Steinert
Carl Gottlieb Steinert, także Karol Bogumił Steinert (ur. 27 lipca 1808 w Chemnitz, zm. 18 lutego 1865 w Łodzi) – drukarz, łódzki fabrykant.

## Życiorys
Był synem Carla Gottloba (1780–1849), drukarza i kolorysty, oraz Doroty z Köllnerów. W 1829 r. cała rodzina przeniosła się do Łodzi. Steinertowie prowadzili w niej rodzinną manufakturę. Ostatecznie nie sprostała ona konkurencji, w związku z czym ojciec Steinerta podjął pracę w drukarni Ludwika Geyera, natomiast sam Steinert rozpoczął praktykę w drukarni kartonów Krystiana Rosnera w Tomaszowie Mazowieckim. W 1830 r. syn wrócił do Łodzi i dołączył do ojca w zakładach Geyera, gdzie pracował jako czeladnik drukarski. W 1834 r. Steinertowie wynajęli dom od Tytusa Kopischa przy ul. św. Emilii, gdzie założyli małą drukarnię materiałów bawełnianych. W 1838 r., również od Tytusa Kopischa, wykupili w dolinie Łódki 2 morgi ziemi, gdzie wybudowali dworek, w którym zamieszkali i utworzyli drukarnię perkali. 
W 1839 r. Steinert usamodzielnił się w prowadzeniu firmy z powodu rezygnacji ojca, a następnie powiększył włości o kolejne 4 morgi, by wybudować parterowy dom, do którego przeniósł drukarnię oraz wybudował 2 drewniane domy tkackie i murowaną farbiarnię. Przedsiębiorstwo zaopatrzył w 10 stołów drukarskich oraz 2 maszyny walcowe, ponadto przyjął do pracy 42 pracowników. Jego przedsiębiorstwo wytwarzało 300 tys. łokci perkalu rocznie, o łącznej wartości 21 tys. rubli. Przedsiębiorstwo Steinerta było drugim co do wielkości w kategorii drukowania tkanin bawełnianych w Łodzi. W 1850 r. Steinert zakupił od Franciszka Traegera przy ul. Kątnej gospodarstwo rolne o powierzchni 15 mórg. W 1856 r. wybudował kolejną drukarnię perkali, którą zaopatrzył w maszynę parową o mocy 12 KM, maszynę drukarską, magiel cylindryczny, kotły i rytownię. W 1859 r. Steinert produkował blisko 19 tys. sztuk drukowanego perkalu, który był sprzedawany zarówno w Królestwie Polskim jak i w Rosji. 
W latach 1863–1865 fabrykant miał problemy w związku z kryzysem związanym z powstaniem styczniowym oraz wojną secesyjną w USA – w 1865 r. okresowo została nawet przerwana produkcja. Carl Gottlieb Steinert zmarł 18 lutego 1865 r. i spoczął na Starym Cmentarzu ewangelickim w Łodzi. Jego majątek szacowano na 56 600 rubli. W jego skład wchodziły nieruchomości przy ul. Piotrkowskiej 274–276, gospodarstwo rolne przy ul. Kątnej (dzisiejszej ul. Wróblewskiego), a także wyposażenie fabryki, weksle i blisko 28 tys. rubli w gotówce. Po jego śmierci firmę prowadził syn Adolf Steinert.

### Życie prywatne
Steinert ożenił się w 1831 r. z Pauliną z domu BIller. Mieli łącznie 10 dzieci, ale dorosłości dożyło 4:
- Adolf Konrad (1834–1916), dziedzic i kontynuator tradycji fabrykanckich,
- Ida Emilia (1839–1912), żona Adolfa Gehliga,
- Fanny Emilia (ur. 1847), żona Teodora Petersa,
- Emilia (ur. 1848), żona Karola Gehliga[1].